# Werner Marienfeld (Fußballspieler)
Werner Marienfeld (* 3. Juli 1941) ist ein ehemaliger deutscher Fußballspieler. Er war Mittelfeldspieler.
Marienfeld gehörte bereits in der Spielzeit 1973/74 dem Kader des TSR Olympia Wilhelmshaven an. In der Saison 1974/75 absolvierte Marienfeld dann 23 Spiele in der 2. Bundesliga für die Mannschaft vom Jadebusen. Ein Tor erzielte er nicht. Am Saisonende war Wilhelmshaven Tabellen-Siebzehnter und stieg in die Oberliga Nord ab.